# ColdFusion
ColdFusion este un server de aplicație și un framework de dezvoltare software folosit pentru realizare de programe calculator în general, și situri web dinamice în mod particular. Din aceste puncte de vedere, ColdFusion este un produs similar cu ASP.NET, JSP sau PHP.

## Vedere de ansamblu
ColdFusion, în momentul de față, este un server de aplicație. ColdFusion Markup Language (CFML) este limbajul asociat serverului, un limbaj de script comparabil cu JSP, ASP.NET, și PHP și care se aseamană cu HTML în sintaxă. "ColdFusion" este deseori folosit ca sinonim pentru "CFML" dar trebuie notat că, în momentul de față există mai multe servere capabile să execute CFML în afară de ColdFusion și că ColdFusion însuși suportă mai multe limbaje de programare (ca Actionscript sau script încorporat într-un limbaj asemănător cu JavaScript - CFScript).
Produsul a fost original dezvoltat de Allaire și a fost lansat în iulie 1995. ColdFusion a fost dezvoltat la origini de frații JJ și Jeremy Allaire. În 2001 Allaire a fost achiziționată de Macromedia, care a fost la rândul ei achiziționată de Adobe Systems în 2005.
ColdFusion este cel mai adesea folosit pentru situri web cu acces la baze de date sau aplicații intranet dar poate fii folosit și pentru complexe aplicații web, pentru a genera și executa servicii remote ca SOAP, servicii web sau Flash remoting.
ColdFusion poate de asemenea executa evenimente asincrone ca SMS și mesagerie instantanee cu ajutorul interfețelor gateway. 
ColdFusion are o serie de servicii extrem de interesante, încă din momentul instalării:
- conversie din HTML în PDF și FlashPaper
- generare de cod client (JS + HTML) în special pentru formuri și validare de date
- acces la diverse sisteme de tip enterprise ca Active Directory, LDAP, POP, HTTP, FTP, Microsoft Exchange Server
- management al cacheului client și server
- management de sesiuni, aplicații și clienți
- indexare de fișiere folosing servicii bazate pe Verity K2
- parsare, căutare și validare de fișiere XML
- Server clustering
- administrare grafică a serverului
- scheduler de taskuri

## Istoric

### Versiuni anterioare
Prima versiune de ColdFusion (pe atunci numită Cold Fusion) a fost lansată pe 10 iulie 1995. Această primă versiune a fost scrisă aproape în întregime de o singură persoană JJ Allaire. Primitive după standardele moderne, primele versiuni de ColdFusion nu făceau mult mai mult decât un simplu acces la baze de date.
Toate versiunile ColdFusion anterioare 6.0 erau scrise folosind Microsoft Visual C++. Aceasta a dus la o limitare a rulării pe mașini Windows, chiar dacă Allarie a reușit să porteze ColdFusion pe Sun Solaris începând cu versiunea 3.1.

### Versiuni
1995 Allaire Cold Fusion versiunea 1.0

1996 Allaire Cold Fusion versiunea 1.5

1997, iunie Allaire Cold Fusion versiunea 3.0

1998, ianuarie Allaire Cold Fusion versiunea 3.1

1998, noiembrie Allaire ColdFusion versiunea 4.0 (spațiu eliminat între Cold și Fusion pentru a deveni ColdFusion)

1999, noiembrie Allaire ColdFusion versiunea 4.5

2001, iunie Macromedia ColdFusion versiunea 5.0

2002, mai Macromedia ColdFusion MX versiunea 6.0 (6,0,0,48097), Updater 1 (6,0,0,52311), Updater 2 (6,0,0,55693), Updater 3 (6,0,0,58500)

2003, octombrie Macromedia ColdFusion MX versiunea 6.1 (6,1,0,63958), Updater 1 (6,1,0,83762)

2005 Macromedia ColdFusion MX 7 (7,0,0,91690), 7.0.1 (7,0,1,116466), 7.0.2 (7,0,2,142559)

2007, iulie 30 Adobe ColdFusion 8 (8,0,0,176276) 

2008, aprilie 04 Adobe ColdFusion 8.0.1 (8,0,1,195765)

### ColdFusion MX
Înainte de anul 2000, Allaire a început un proiect cu nume de cod "Neo" care presupunea rescrierea ColdFusion folosind Java, ceea ce ar fi permis o portabilitate mult mai bună pe diferite platforme.
În 16 ianuarie 2001, Allaire a anuțat că va fuziona cu Macromedia. La scurt timp după fuzionare, Macromedia a continuat să dezvolte produsul și a lansat ColdFusion 5.0 iar în iunie 2002, Macromedia a lansat Macromedia ColdFusion MX (6.0). ColdFusion MX a fost complet rescris și se bazează pe platforma Java 2 Enterprise Edition (J2EE). ColfFusion MX a fost de asemenea creat în așa fel încât să se integreze cât mai bine cu Macromedia Flash folosing Flash Remoting. 
Începând cu versiunea MX (6.0), ColdFusion este compilat în bytecode, la fel ca JSP și ASP.NET. Fișierele .class compilate sunt accessibile și sunt menținute în cache până când sursa lor se schimbă, la fel ca pentru JSPuri.
Odată cu lansarea ColdFusion MX, limbajul CFML a fost extins pentru a suporta elemente de bază din programarea orientată pe obiecte.

### ColdFusion MX 7
CFMX 7 a adugat formulare web bazate pe Flash și pe XForms și un constructor de rapoarte care poate genera atât Adobe PDF cât și FlashPaper, RTF și Excel. Formatul PDF este displonibil de asemenea pentru orice pagină HTML, convertind-o într-un document PDF imprimabil. Versiunea Enterprise a adăugat Gateways. Acestea folosesc requesturi de tip non-HTTP pentru servicii ca IM, SMS, AD, execuție asincronă. Suportul pentru XML a fost dramatic îmbunătățit și include verificări native de scheme.
ColdFusion MX 7.0.2, cu nume de cod "Mystic" include funționalități avansate pentru folosirea Adobe Flex 2.

## Versiunea curentă - ColdFusion 8
În 30 iulie 2007 Adobe Systems a lansat ColdFusion 8, fără să mai adauge "MX" la nume. În timpul fazei de teste numele de cod folosit a fost "Scorpio". Peste 14000 de developeri din întreaga lume au fost activi în timpul procesului beta - mult mai mult decât cei 5000 de testeri la care Adobe Systems se aștepta. Echipa de developeri pentru ColdFusion 8 a fost împărțită la Newton/Boston, Massachusetts și Bangalore, India.
Câteva din noile functionalități includ integrare cu formuri Adobe Acrobat, funcții pentru manipularea imaginilor, integrare cu Microsoft .Net, tagul CFPRESENTATION pentru crearea de prezentări dinamice folosind Macromedia Breeze - acum numit Adobe Acrobat Connect. De asemenea versiunea enterprize a serverului vine cu utilitare de monitorizare a serverelor. ColdFusion 8 este disponibil pe o larga varietate de platforme, incluzând Sun Solaris, Linux, Mac OS X și Windows Server 2003.

## ColdFusion 9
Adobe lucrează în momentul de față la ColdFusion 9 (nume de cod: Centaur). Momentan nu există o dată anunțată pentru livrare, deși aceasta se preconizează pentru 2009. Există totuși o listă de funționalități care au fost anunțate:
- mapări ORM
- servicii ColdFusion expuse pentru Flex și AIR prin librării Actionscript
- îmbunătățiri CFC (accesori impliciți, scop local explicit)
- îmbunătățiri în limbaj
- îmbunătățiri în CFSCRIPT
- metoda onServerStart